# Rabbi Meir

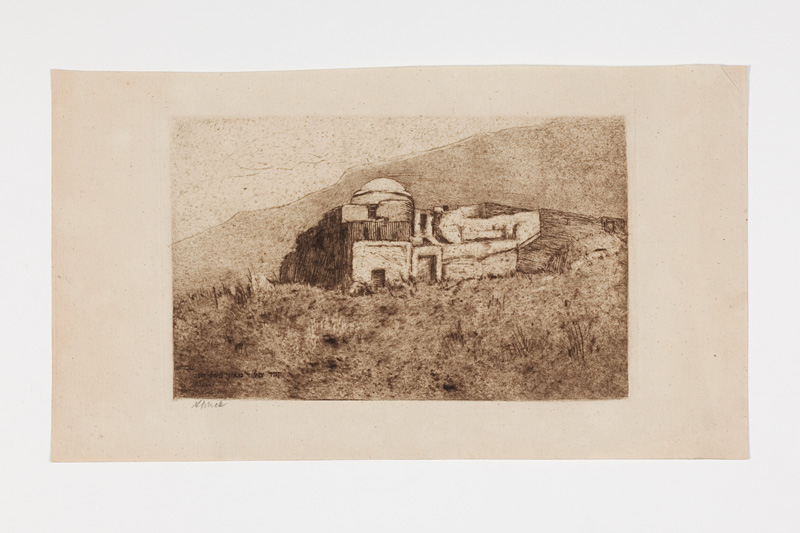
Grab Rabbi Meʾirs von Tiberias, Graphitskizze von Hermann Struck, 1925, in der Sammlung des Jüdischen Museums der Schweiz.

Rabbi Meʾir Baʿal HaNes (hebräisch רַבִּי מֵאִיר ‚der erleuchtende Rabbi‘) er lebte im 1. bzw. 2. Jahrhundert n. Chr. und war ein führender Tannaite der 3. bzw. 4. Generation (2. Jahrhundert), d. h. einer der Verfasser der Mischna.

## Leben und Wirken
Er war bedeutendster Schüler Rabbi Akibas (siehe dazu Entstehungsgeschichte der Mischna). Da sein Vatersname unbekannt ist, bildete sich die Tradition heraus, er sei wie Akiba Proselyt gewesen. Zuvor war er Schüler Jischmaels und Achers (des Apostaten Elischa ben Abuja). Rabbi Meʾirs Ehefrau Berurja, die einzige in der rabbinischen Literatur als Gelehrte bezeichnete Frau, von der in der rabbinischen Literatur zahlreiche Anekdoten überliefert sind, war die Tochter von Chanina ben Teradjon.
Der Tradition nach soll Rabbi Meʾir mit vier anderen Schülern Akibas während des Bar-Kochba-Aufstandes ordiniert worden sein. Noch während des Krieges floh er ins Ausland und kehrte erst nach Jahren wieder zurück. In Uscha im Westen Galiläas gründete er den Sanhedrin neu.
Nachdem er sich mit dem Nasi Schimon ben Gamliel II. überworfen hatte, eröffnete er in Tiberias sein eigenes Lehrhaus.
R. Meʾir ist bedeutsam als Halachist ebenso wie als Aggadist und Legendenerzähler (vgl. Sanhedrin 38b). Er hatte einen besonderen Anteil an der Redaktion der Mischna, in der er etwa 330 mal genannt wird.
Die anonyme Lehre innerhalb der Mischna ist laut Scherira jene Meʾirs (der sich auf Akiba stützt, welcher wiederum von seinen Lehrern übernommen hat). Anonym ist sie deshalb, weil Meʾir den Unterricht des Elischa ben Abuja genossen hatte, der ein großer Gelehrter, aber eben auch ein Abtrünniger war, auf den man sich nicht berufen konnte. Meʾir wurde getadelt, weil er bei ihm lernte, pflegte sich aber zu verteidigen, indem er sagte, dass er die Frucht genieße und die Schale wegwerfe. Dennoch wird aus diesem Grund Meʾir nicht namentlich, sondern nur mit der Bezeichnung acherim („andere aber lehren … “) zitiert.
Meʾirs Tora-Auslegung gilt als besonders scharfsinnig und spitzfindig. In der Folge hat man Entscheidungen aber oft entgegen seiner Ansicht getroffen.
R. Meʾir war bekannt für seine außerordentliche Toleranz gegenüber Nichtjuden (z. B. verband ihn eine enge Beziehung mit dem griechischen Philosophen Euonymos aus Gedara) und gegenüber Apostaten (wie eben Elischa ben Abuja).
Obwohl in Kleinasien gestorben, wurde er nach mittelalterlicher Ansicht in Tiberias beerdigt, wo man auf einem Hügel von Tiberias-Hammat zwischen zwei Synagogen seit dieser Zeit sein Grab verehrt. Der Legende nach werden Gebete an seinem Grab besonders erhört. Daher trägt Rabbi Meʾir heute auch den Beinamen baʿal ha-nes (dt. „der Wundertäter“).